# Hvorosna, Nova Ușîțea
Hvorosna (în ucraineană Хворосна) este un sat în comuna Otrokiv din raionul Nova Ușîțea, regiunea Hmelnîțkîi, Ucraina.

## Demografie
Componența lingvistică a localității Hvorosna
     Rusă (64,71%)
     Ucraineană (35,29%)
Conform recensământului din 2001, majoritatea populației localității Hvorosna era vorbitoare de rusă (64,71%), existând în minoritate și vorbitori de ucraineană (35,29%).